# مارك 18 (قنبلة نووية)

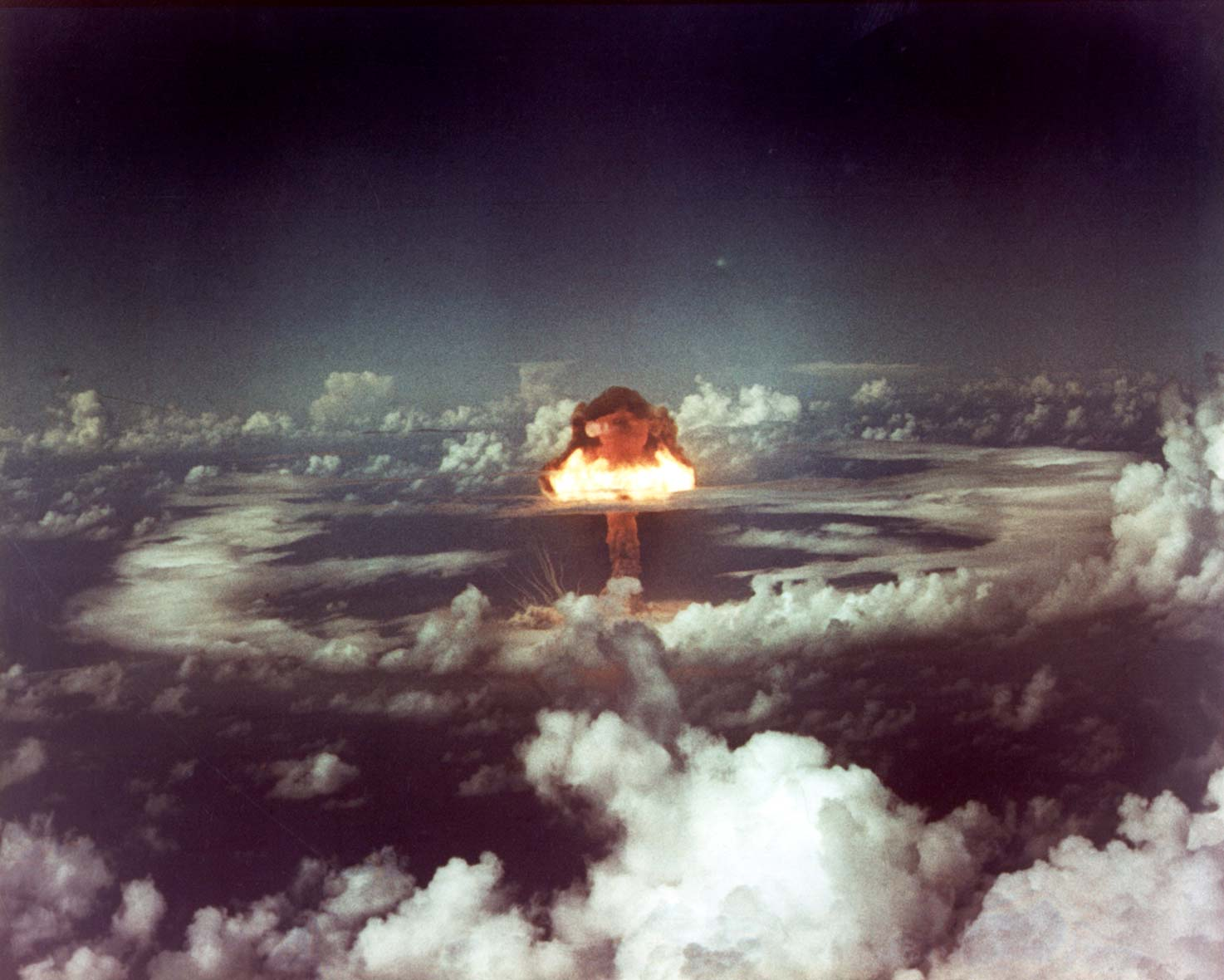
اختبار مارك 18 في ايفي كينج

القنبلة النووية مارك 18 المعروفة أيضا باسم سوبر أورالاوي تم تصميم القنبلة النووية الأمريكية بواسطة تيد تايلور.
تم اختبار مارك 18 مرة واحدة في اختبار ايفي كينج النووي في المحيط الهادئ ونجاح الاختبار.

## الوصف
استخدم تصميم مارك 18 نظام انفجار متطور من 92 نقطة مستمد من قنبلة مارك 13 النووية وأسلافها القنبلة النووية مارك 6 وقنبلة مارك 4 النووية ومارك 3 في الحرب العالمية الثانية. وقد استعيض عن قلبها النشط المختلط باليورانيوم / البلوتونيوم بأكثر من 60 كيلوغرام من اليورانيوم العالي التخصيب. ومع وجود طبقة تلاعب باليورانيوم الطبيعي كانت القنبلة تحتوي على أربع كتل حرجة من المواد الانشطارية في القلب وكانت غير آمنة: حيث من المحتمل أن يؤدي التفجير العرضي لأحد مسببات المفجر إلى حدوث انفجار كبير (كمية من الانبعاثات من الطاقة). تم وضع سلسلة ألومنيوم / بورون مصممة لاستيعاب النيوترونات في الحفرة الانشطارية للحد من خطر التفجير العرضي عالي الإنتاجية وإزالتها خلال الخطوات الأخيرة من تسلسل التسلح.

## النشر
ابتداءً من مارس 1953 نشرت الولايات المتحدة عددا من قنابل مارك 18 حيث تم إنتاج 90 قنبلة ووضعها في الخدمة.
كان عمر القنبلة قصير جدا حيث تم استبدالها بأسلحة نووية نووية في منتصف الخمسينات. تم تحويل جميع قنابل مارك 18 إلى تنويعات للقنابل النووية ذات العائد الأقل من مارك 6 في عام 1956.